# Testosterona
La testosterona és una hormona esteroide sexual del grup androgen i es troba en mamífers, rèptils, aus i altres vertebrats. En els mamífers, la testosterona és produïda principalment en els testicles dels mascles i en els ovaris de les femelles, a més, les glàndules suprarenals també en segreguen petites quantitats. És la principal hormona sexual masculina i també un esteroide anabòlic.
En els homes, la testosterona té un paper clau en el desenvolupament dels teixits reproductius masculins com els testicles i la pròstata, i també en la promoció dels caràcters sexuals secundaris com, per exemple, l'increment de la massa muscular i òssia i en el creixement del vel corporal. A més, és essencial per a la salut i el benestar, a més de la prevenció de l'osteoporosi.
De mitjana, la concentració de testosterona en el plasma sanguini en un home adult és deu vegades més gran que la concentració en el plasma d'una dona adulta, però com el consum metabòlic de la testosterona en els homes és més gran, la producció diària és aproximadament 20 vegades més gran en els homes. A més, les dones són més sensibles a l'hormona.
La testosterona és conservada a través de la majoria dels vertebrats, encara que els peixos produeixen una lleugerament diferent anomenada 11-cetotestosterona. El seu homòleg en els insectes és l'ecdisona. Aquests esteroides ubics suggereixen que les hormones sexuals tenen una història evolutiva antiga.

## Efectes fisiològics
En general, els andrògens promouen la biosíntesi proteica i el creixement dels teixits amb receptors androgènics. Els efectes generats per la testosterona es poden classificar com virilizants i anabòlics, tot i que la distinció és una mica artificial, ja que molts dels efectes es podrien considerar com tots dos. La testosterona és anabòlica, que significa que promou el creixement de massa òssia i muscular.
- Efectes anabòlics: inclouen el creixement de la massa muscular, l'increment de la densitat òssia i l'estimulació del creixement longitudinal i la maduració dels ossos.
- Efectes androgènics: inclouen la maduració dels òrgans sexuals, particularment el penis i la formació de l'escrot en el fetus, i després del naixement (usualment en la pubertat) un aprofundiment de la veu, creixement de la barba i pèl axil·lar. Molts d'aquests cauen en la categoria de caràcters sexuals secundaris.

Els efectes de la testosterona també poden ser classificats per l'edat de la seva ocurrència. Per als efectes postnatals en ambdós homes i dones, aquests són majoritàriament dependents dels nivells i durada de la testosterona lliure circulant.

### Prenatals
Els efectes androgènics prenatals ocorren entre les quatre i les sis setmanes de gestació.
- Virilització genital (fusió de la línia mitjana, uretra fàl·lica, aprimament escrotal, creixement fàl·lic); tot i que el paper de la testosterona és molt menor que el de la dihidrotestosterona.
- Desenvolupament de la pròstata i les vesícules seminals.
- Identitat de gènere.[10]

### Infància primerenca
Els efectes androgènics en la infància primerenca són els menys entesos. En les primeres setmanes de vida de l'infant masculí, els nivells de testosterona augmenten. Els nivells es mantenen en el rang puberal per alguns mesos, però usualment arriben als nivells tot just detectables de la infantesa als 4-6 mesos de vida. La funció d'aquest augment en els humans és desconeguda. S'ha especulat que la "masculinització del cervell" està passant, ja que no s'han identificat canvis significatius en altres parts del cos. Sorprenentment, el cervell masculí és masculinitzat per la testosterona sent aromatitzada a estrogen, que creua la barrera hematoencefàlica i entra al cervell masculí, mentre que els fetus femenins tenen alfa-fetoproteïna que s'uneixen als estrògens de manera que el cervell femení no és afectat.

### Prepuberals
Els efectes androgènics prepuberals són els primers efectes observables de l'increment en els nivells d'andrògens a la fi de la infància, ocorrent en els dos nens i nenes.
- Olor corporal com els adults.
- Increment oliós a la pell i pèl, acne
- Pubarquia (aparició de borrissol púbic)
- Pèl axil·lar
- Creixement, maduració òssia accelerada.
- Pèl al llavi superior i patilles.

### Puberals
Els efectes androgènics puberals comencen a ocórrer quan els nivells androgènics han estat més alts que els d'un adult femení per mesos o anys. En els homes, aquests són usualment efectes puberals que ocorren més a la fi de la pubertat, i ocorren en dones després de períodes prolongats de nivells elevats de testosterona lliure a la sang.
- Engrandiment de les glàndules sebàcies que és el conducte per on surt el pèl o el borrissol. Això podria causar acne.
- Engrandiment fàl·lic o clitoromegàlia no patològica.
- Increment de la libido i freqüència d'ereccions o creixement clitoral.
- Borrissol púbic s'estén cap a les cuixes i cap amunt cap al melic.
- Borrissol facial (patilles, barba, bigoti).
- Pèrdua de cabells (alopècia androgènica).
- Borrissol pectoral, borrissol periareolar, borrissol perianal.
- Borrissol a les cames.
- Borrissol axil·lar.
- El greix subcutani disminueix.
- Increment de la força i massa muscular.[15]
- Aprofundiment de la veu.
- Creixement de la nou del coll.
- Creixement del teixit espermatogènic en els testicles, fertilitat masculina.
- Creixement de la mandíbula, celles, barbeta, nas, i remodelació dels contorns dels ossos facials.
- Les espatlles es tornen més amplis i la caixa toràcica s'expandeix.
- La terminació de la maduració òssia i creixement ossi. Això passa indirectament via els metabòlics de l'estradiol i, per tant, passa de forma més gradual en els homes que les dones.

### Adults
Els efectes de la testosterona en adults són clarament més demostrables en l'home que la dona, però són igualment importants per a tots dos sexes. Alguns d'aquests efectes poden disminuir quan els nivells de testosterona disminueixen en les últimes dècades de la vida adulta.

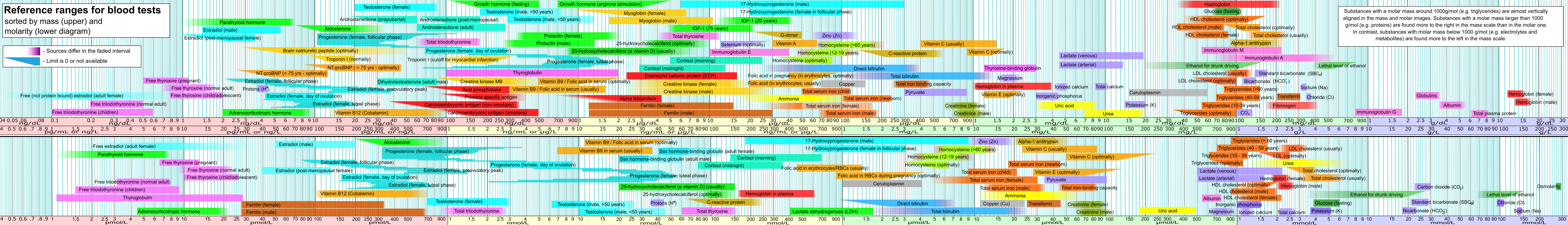
Rangs de referència per a exàmens de sang, mostrant els nivells de testosterona para un adult masculí en blau clar.

- La testosterona és necessària per al desenvolupament normal de l'espermatozoide. La testosterona activa gens en les cèl·lules de Sertoli que promouen la diferenciació de l'espermatogoni.
- Regula la resposta aguda de l'HHA (Eix hipotalàmic-hipofisiari-suprarenal) sota un desafiament de dominància.[16]
- Energia física i mental.
- Manteniment del trofisme muscular.
- La testosterona regula la població dels receptors tromboxà A2 en megacariòcits i plaquetes i, per tant, l'agrupació de plaquetes a humans.[17][18]
- La testosterona no causa o produeix efectes nocius en el càncer de pròstata. En gent que s'ha sotmès a teràpia de privació de testosterona, increments de testosterona més enllà de nivells de castrat han demostrat incrementar la rapidesa de propagació d'un càncer prostàtic existent.[19][20][21]
- Estudis recents han mostrat resultats conflictius sobre la importància de la testosterona en el manteniment de la salut cardiovascular.[22][23] No obstant això, mantenir nivells normals de testosterona en homes de la tercera edat ha demostrat la millora de diversos paràmetres que es pensen que redueixen el risc de malalties cardiovasculars, com ara l'increment de la massa magra, la disminució del greix visceral, disminució del colesterol total, i el control sobre els nivells glucèmics.[24]
- Sota un desafiament de dominància, la testosterona pot ser que jugui un paper en la regulació de la resposta de "lluita o fugida".[25]
- Enamorar disminueix els nivells de testosterona en els homes mentre que incrementa els nivells de les dones. S'especula que aquests canvis en els nivells de testosterona resultin en la reducció temporal de les diferències de comportament entre els dos sexes.[26] S'ha comprovat que quan la testosterona i les endorfines al semen ejaculat es troben amb la paret cervical després d'una relació sexual, les dones reben un cop de testosterona, endorfina, i oxitocina, i els homes després de l'orgasme experimenten un increment d'endorfines i un increment marcat en els nivells d'oxitocina. Això s'afegeix a l'entorn fisiològic acollidor en el tracte reproductiu femení per a la concepció, i després per a l'alimentació de l'embrió, i estimula el sentiment d'amor, desig, i cura paternal en els homes (aquesta és l'única vegada que els nivells d'oxitocina de l'home rivalitzen amb els de les dones).[27]
- Estudis recents suggereixen que els nivells de testosterona tenen un paper important en la presa de riscos durant decisions financeres.[28][29]
- L'administració de testosterona fa als homes més egoistes i més probable que castiguin a altres per ser egoistes amb ells.[30]
- La paternitat també disminueix els nivells de testosterona en els homes, suggerint que els canvis en el comportament i emocionals promouen la cura paternal.[31]
- En els animals (tetraonins i els llangardaixos àgils), els nivells alts de testosterona han estat relacionats amb una reducció en l'activitat del sistema immunitari. La testosterona sembla haver-se tornat part del sistema de senyalització honesta entre les potencials parelles en el curs de l'evolució.[32][33]